# Coulonges-les-Sablons
Coulonges-les-Sablons è un comune francese di 417 abitanti situato nel dipartimento dell'Orne nella regione della Normandia.

## Società

### Evoluzione demografica
Abitanti censiti